# Wybory samorządowe w Polsce w 2010 roku
Wybory samorządowe w Polsce w 2010 – odbyły się 21 listopada (I tura). II tura (ponowne głosowanie w wyborach wójtów, burmistrzów i prezydentów miast) odbyła się 5 i 19 grudnia 2010.

## Koniec V kadencji
V kadencja organów stanowiących jednostek samorządu terytorialnego upłynęła w dniu 12 listopada 2010.

## Kalendarz wyborczy
- 16 listopada 2009 – informacja Państwowej Komisji Wyborczej o terminie przeprowadzenia w 2010 roku wyborów do rad gmin, rad powiatów i sejmików województw oraz wyborów wójtów, burmistrzów i prezydentów miast
- 15 września 2010 – ogłoszenie przez Prezesa Rady Ministrów terminu wyborów. Początek kampanii wyborczej
- 2 października 2010 – podanie do publicznej wiadomości, w formie obwieszczenia, informacji o okręgach wyborczych, ich granicach, numerach i liczbie radnych wybieranych w każdym okręgu wyborczym oraz o wyznaczonej siedzibie terytorialnej komisji wyborczej
- 4 października 2010 – składanie zawiadomień o utworzeniu komitetu wyborczego i zamiarze zgłaszania kandydatów na radnych
- 4 października 2010 – zgłaszanie komisarzom wyborczym kandydatów na członków terytorialnych komisji wyborczych
- 7 października 2010 – powołanie przez komisarza wyborczego terytorialnych komisji wyborczych
- 22 października 2010 – zgłaszanie terytorialnym komisjom wyborczym list kandydatów na radnych
- 27 października 2010 – przyznanie przez PKW jednolitych numerów dla list tych komitetów wyborczych, które zarejestrowały listy kandydatów w ponad połowie okręgów w wyborach do wszystkich sejmików województw i zarejestrowały je w każdym województwie. Numery list wyborczych dla komitetów, które spełniły ten warunek, to[4]:

1 – Sojusz Lewicy Demokratycznej
2 – Polskie Stronnictwo Ludowe
3 – Polska Partia Pracy – Sierpień 80
4 – Platforma Obywatelska
5 – Prawo i Sprawiedliwość
- 27 października 2010 – zgłaszanie gminnym komisjom wyborczym kandydatów na wójtów, burmistrzów i prezydentów miast

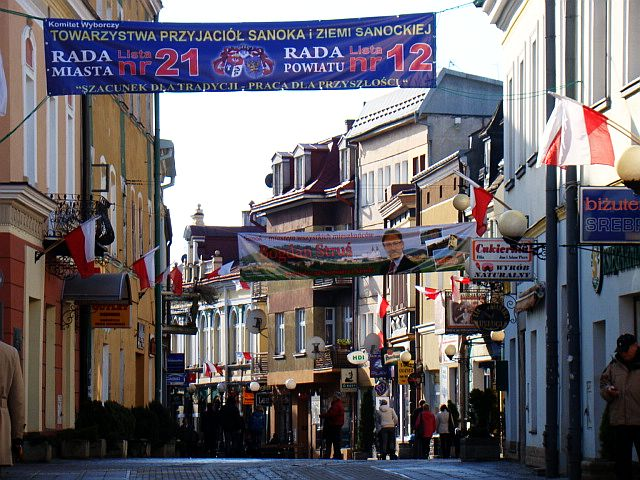
Kampania wyborcza

- 29 października 2010 – przyznanie przez komisarza wyborczego, wykonującego zadania o charakterze ogólnowojewódzkim, numerów dla list tych komitetów wyborczych, które zarejestrowały co najmniej jedną listę kandydatów w wyborach do sejmiku województwa i nie został im przyznany numer przez Państwową Komisję Wyborczą
- 31 października 2010 – przyznanie przez komisarza wyborczego numerów dla list tych komitetów wyborczych, które zarejestrowały co najmniej jedną listę kandydatów w wyborach do rady powiatu i nie został im przyznany numer przez Państwową Komisję Wyborczą ani przez komisarza wyborczego wykonującego zadania o charakterze ogólnowojewódzkim
- 31 października 2010 – podanie do publicznej wiadomości, w formie obwieszczenia, informacji o numerach i granicach obwodów głosowania oraz o wyznaczonych siedzibach obwodowych komisji wyborczych
- 6 listopada 2010 – rozplakatowanie obwieszczeń właściwych terytorialnych komisji wyborczych o zarejestrowanych listach kandydatów na radnych zawierających numery list, skróty nazw komitetów, dane o kandydatach umieszczone w zgłoszeniach list wraz z ewentualnymi oznaczeniami kandydatów oraz treść oświadczeń lustracyjnych stwierdzających fakt pracy lub służby w organach bezpieczeństwa państwa lub współpracy z nimi
- 6 listopada 2010 – rozplakatowanie obwieszczeń gminnych komisji wyborczych o zarejestrowanych listach kandydatów na wójtów, burmistrzów i prezydentów miast, na których umieszczone są, w kolejności alfabetycznej nazwisk: nazwiska, imiona, wiek, wykształcenie, miejsce zamieszkania, nazwa komitetu zgłaszającego kandydata, nazwa partii politycznej, do której należy kandydat, oraz treść oświadczeń lustracyjnych stwierdzających fakt pracy lub służby w organach bezpieczeństwa państwa lub współpracy z nimi
- 6 listopada 2010 – nieodpłatne rozpowszechnianie audycji wyborczych w programach telewizji publicznej i publicznego radia
- 7 listopada 2010 – powołanie przez gminną komisję wyborczą obwodowych komisji wyborczych, sporządzenie spisów wyborców w urzędzie gminy
- 11 listopada 2010 – składanie wniosków o sporządzenie aktu pełnomocnictwa do głosowania
- 16 listopada 2010 – składanie wniosków przez wyborców niepełnosprawnych o dopisanie ich do spisu w wybranym obwodzie głosowania na obszarze gminy
- 19 listopada 2010, godz. 24:00 – koniec kampanii wyborczej, początek ciszy wyborczej
- 20 listopada 2010 – przekazanie przewodniczącym obwodowych komisji wyborczych spisów wyborców
- 21 listopada 2010 – głosowanie (lokale wyborcze czynne w godzinach 8.–22.)
- 5 grudnia 2010 – II tura wyborów wójtów, burmistrzów i prezydentów miast
- 19 grudnia 2010 – II tura wyborów w kilku gminach

## Wyniki wyborów

### Frekwencja
I tura wyborów,
frekwencja w kraju:
- do 10:00 wyniosła 5,29%
- do 15:00 wyniosła 27,55%
- do 19:00 wyniosła 43,23%
- ostateczna – 47,32%

II tura wyborów,
frekwencja w kraju:
- do 10:00 wyniosła 3,50%
- do 15:00 wyniosła 20,45%
- ostateczna – 35,31%

### Wybory wójtów, burmistrzów i prezydentów miast[5]
| Komitet wyborczy             | Prezydenci miast | Burmistrzowie | Wójtowie |
| ---------------------------- | ---------------- | ------------- | -------- |
| Platforma Obywatelska        | 26               | 48            | 15       |
| Sojusz Lewicy Demokratycznej | 10               | 8             | 12       |
| Prawo i Sprawiedliwość       | 4                | 24            | 40       |
| Polskie Stronnictwo Ludowe   | 1                | 48            | 231      |

Spośród kandydatów na wójtów, burmistrzów i prezydentów miast, którzy zwyciężyli już w pierwszej turze, największą przewagę nad konkurentami w I turze uzyskali kandydaci w gminach: Budzyń, Puńsk i Szczytna; w każdej z nich uzyskali oni ponad 95% głosów. W miastach wojewódzkich w pierwszej turze wynik został rozstrzygnięty w Białymstoku, Gdańsku, Katowicach, Kielcach, Rzeszowie, Toruniu, Warszawie, we Wrocławiu i w Zielonej Górze, przy czym największą przewagę nad konkurentami w spośród tych miast uzyskał Rafał Dutkiewicz we Wrocławiu, uzyskując ponad 71% głosów (spośród miast niebędących siedzibami województw najwyższy wynik zanotowano w Gdyni, gdzie Wojciech Szczurek wygrał uzyskując ponad 87% głosów). Druga tura wyborów na prezydentów miast wojewódzkich potrzebna była w: Krakowie (Jacek Majchrowski – Stanisław Kracik), Łodzi (Hanna Zdanowska – Dariusz Joński), Poznaniu (Ryszard Grobelny – Grzegorz Ganowicz), Olsztynie (Czesław Małkowski – Piotr Grzymowicz), Bydgoszczy (Rafał Bruski – Konstanty Dombrowicz), Opolu (Ryszard Zembaczyński – Tomasz Garbowski), Szczecinie (Piotr Krzystek – Arkadiusz Litwiński) i Lublinie (Lech Sprawka – Krzysztof Żuk).
Druga tura wyborów na wójtów, burmistrzów i prezydentów miast odbyła się – tam, gdzie rozstrzygnięcia nie uzyskano w I turze – w większości w dwa tygodnie po pierwszej turze, tzn. 5 grudnia. Podczas tych wyborów, w których frekwencja wyniosła 35,31%, w jednej z gmin (gmina Siemkowice, woj. łódzkie) zanotowano rzadki przypadek: dwóch kandydatów uzyskało identyczną liczbę głosów: po 1107. Pomimo to, zgodnie z ordynacją, zwyciężył ten z kandydatów, który zwyciężył w większej liczbie obwodów głosowania (gdyby i tu nastąpił remis, to o wyniku zdecydowałoby losowanie).
Przeniesiona na 19 grudnia druga tura wyborów odbyła się w gminach: m. Piechowice (woj. dolnośląskie), Jeziora Wielkie (woj. kujawsko-pomorskie), Janowiec (woj. lubelskie), Jerzmanowice-Przeginia (woj. małopolskie), Jasionówka, Rajgród i Wiżajny (woj. podlaskie), m. Ostróda (woj. warmińsko-mazurskie) oraz Marianów (woj. zachodniopomorskie).

### Sejmiki województw

Koalicje w sejmikach

W wyborach do sejmików województw frekwencja wyniosła 47,26% uprawnionych do głosowania. Oddano 12,06% głosów nieważnych. Ważnych głosów oddano 12 721 376.

#### Wyniki głosowania
Wszystkie dane wyrażono w procentach.
| Sejmik             | PO          | PiS   | PSL   | SLD   | PPP   | Regionalne z mandat. | Inne   |      |
| ------------------ | ----------- | ----- | ----- | ----- | ----- | -------------------- | ------ | ---- |
| Sejmik             | dolnośląski | 30,41 | 17,42 | 8,28  | 12,34 | 1,16                 | 22,201 | 8,19 |
| kujawsko-pomorski  | 33,81       | 17,77 | 14,49 | 17,35 | 1,35  | –                    | 15,23  |      |
| lubelski           | 22,97       | 28,38 | 23,12 | 12,58 | 0,83  | –                    | 12,12  |      |
| lubuski            | 33,89       | 16,97 | 14,49 | 26,09 | 1,16  | –                    | 7,40   |      |
| łódzki             | 27,00       | 24,22 | 18,84 | 18,01 | 1,15  | –                    | 10,78  |      |
| małopolski         | 33,82       | 31,69 | 10,33 | 9,46  | 1,07  | –                    | 13,62  |      |
| mazowiecki         | 28,56       | 23,85 | 22,30 | 14,51 | 0,73  | –                    | 10,05  |      |
| opolski            | 31,93       | 17,43 | 12,13 | 16,71 | 2,16  | 17,772               | 1,86   |      |
| podkarpacki        | 21,71       | 38,54 | 21,53 | 12,32 | 0,92  | –                    | 4,98   |      |
| podlaski           | 31,43       | 30,09 | 19,23 | 12,72 | 1,00  | –                    | 5,52   |      |
| pomorski           | 43,76       | 18,79 | 9,43  | 12,11 | 1,57  | 5,043                | 9,30   |      |
| śląski             | 33,66       | 20,76 | 7,11  | 16,42 | 1,21  | 8,494                | 12,35  |      |
| świętokrzyski      | 15,86       | 20,50 | 32,91 | 13,86 | 1,24  | 9,535                | 6,10   |      |
| warmińsko-mazurski | 34,84       | 16,56 | 24,17 | 15,98 | 1,76  | –                    | 6,68   |      |
| wielkopolski       | 32,04       | 17,95 | 18,00 | 21,60 | 1,46  | –                    | 8,94   |      |
| zachodniopomorski  | 40,80       | 18,67 | 12,96 | 18,52 | 1,38  | –                    | 7,67   |      |
| Polska             | 30,89       | 23,05 | 16,30 | 15,20 | 1,18  | 3,69                 | 9,69   |      |

Objaśnienia:
1 KWW Rafała Dutkiewicza,
2 KW Towarzystwo Społeczno-Kulturalne Niemców na Śląsku Opolskim,
3 KWW Krajowa Wspólnota Samorządowa,
4 Ruch Autonomii Śląska,
5 KWW Porozumienie Samorządowe.

#### Podział mandatów
Źródło: Państwowa Komisja Wyborcza [dostęp 18 czerwca 2015].
| Sejmik             | PO          | PiS | PSL | SLD | RD | MN | RAŚ | KWS | PS | Razem |   |    |
| ------------------ | ----------- | --- | --- | --- | -- | -- | --- | --- | -- | ----- | - | -- |
| Sejmik             | dolnośląski | 15  | 7   | 1   | 4  | 9  | –   | –   | –  | Razem | – | 36 |
| kujawsko-pomorski  | 16          | 6   | 5   | 6   | –  | –  | –   | –   | –  | 33    |   |    |
| lubelski           | 9           | 11  | 9   | 4   | –  | –  | –   | –   | –  | 33    |   |    |
| lubuski            | 11          | 5   | 5   | 9   | –  | –  | –   | –   | –  | 30    |   |    |
| łódzki             | 13          | 10  | 7   | 6   | –  | –  | –   | –   | –  | 36    |   |    |
| małopolski         | 17          | 16  | 4   | 2   | –  | –  | –   | –   | –  | 39    |   |    |
| mazowiecki         | 17          | 14  | 13  | 7   | –  | –  | –   | –   | –  | 51    |   |    |
| opolski            | 12          | 5   | 2   | 5   | –  | 6  | –   | –   | –  | 30    |   |    |
| podkarpacki        | 7           | 15  | 7   | 4   | –  | –  | –   | –   | –  | 33    |   |    |
| podlaski           | 11          | 11  | 5   | 3   | –  | –  | –   | –   | –  | 30    |   |    |
| pomorski           | 19          | 7   | 3   | 3   | –  | –  | –   | 1   | –  | 33    |   |    |
| śląski             | 22          | 11  | 2   | 10  | –  | –  | 3   | –   | –  | 48    |   |    |
| świętokrzyski      | 6           | 7   | 13  | 3   | –  | –  | –   | –   | 1  | 30    |   |    |
| warmińsko-mazurski | 14          | 5   | 7   | 4   | –  | –  | –   | –   | –  | 30    |   |    |
| wielkopolski       | 17          | 6   | 7   | 9   | –  | –  | –   | –   | –  | 39    |   |    |
| zachodniopomorski  | 16          | 5   | 3   | 6   | –  | –  | –   | –   | –  | 30    |   |    |
| Polska             | 222         | 141 | 93  | 85  | 9  | 6  | 3   | 1   | 1  | 561   |   |    |

### Rady powiatów
| Komitet wyborczy             | % głosów | Liczba mandatów |
| ---------------------------- | -------- | --------------- |
| Platforma Obywatelska        | 20,91%   | 1315            |
| Prawo i Sprawiedliwość       | 17,25%   | 1085            |
| Polskie Stronnictwo Ludowe   | 15,88%   | 999             |
| Sojusz Lewicy Demokratycznej | 7,84%    | 493             |
| Pozostałe                    | 38,12%   | 2398            |

### Rady gmin
|                              | Miasta na prawach powiatu | Miasta na prawach powiatu | Gminy pow. 20 tys. mieszk. | Gminy pow. 20 tys. mieszk. | Gminy pon. 20 tys. mieszk. | Gminy pon. 20 tys. mieszk. |
| Komitet wyborczy             | % głosów                  | Liczba mandatów           | % głosów                   | Liczba mandatów            | % głosów                   | Liczba mandatów            |
| Platforma Obywatelska        | 30,30%                    | 600                       | 20,44%                     | 1138                       | 3,04%                      | 981                        |
| Prawo i Sprawiedliwość       | 18,43%                    | 365                       | 13,68%                     | 762                        | 5,13%                      | 1655                       |
| Polskie Stronnictwo Ludowe   | 0,40%                     | 8                         | 3,56%                      | 198                        | 12,93%                     | 4175                       |
| Sojusz Lewicy Demokratycznej | 24,90%                    | 493                       | 6,77%                      | 377                        | 1,85%                      | 596                        |
| Pozostałe                    | 25,96%                    | 514                       | 55,55%                     | 3093                       | 77,05%                     | 24 873                     |

| Komitet wyborczy             | Liczba mandatów | % głosów |
| ---------------------------- | --------------- | -------- |
| Polskie Stronnictwo Ludowe   | 4381            | 11%      |
| Prawo i Sprawiedliwość       | 2782            | 7%       |
| Platforma Obywatelska        | 2719            | 6,82%    |
| Sojusz Lewicy Demokratycznej | 1466            | 3,68%    |
| Pozostałe                    | 28 480          | 71,5%    |

### Rady dzielnic Warszawy
W warszawskich dzielnicach przeprowadzono wybory rad dzielnic, których wyniki przedstawiają się następująco:
| Wyniki głosowania w wyborach do rad dzielnic Warszawy |        |        |           |           |         |         |         |         |        |        |                |                |              |              |           |           |             |             |
| Rada dzielnicy:                                       | Bemowo | Bemowo | Białołęka | Białołęka | Bielany | Bielany | Mokotów | Mokotów | Ochota | Ochota | Praga-Południe | Praga-Południe | Praga-Północ | Praga-Północ | Rembertów | Rembertów | Śródmieście | Śródmieście |
| Ugrupowanie                                           | %      | l.m.   | %         | l.m.      | %       | l.m.    | %       | l.m.    | %      | l.m.   | %              | l.m.           | %            | l.m.         | %         | l.m.      | %           | l.m.        |
| Platforma Obywatelska                                 | 47,75% | 14     | 40,72%    | 12        | 49,55%  | 13      | 46,54%  | 15      | 37,43% | 9      | 47,12%         | 15             | 36,02%       | 9            | 17,48%    | 4         | 44,81%      | 13          |
| Prawo i Sprawiedliwość                                | 19,21% | 5      | 17,10%    | 4         | 30,88%  | 8       | 25,55%  | 7       | 21,87% | 5      | 28,12%         | 7              | 29,83%       | 8            | 10,14%    | 2         | 28,75%      | 7           |
| Sojusz Lewicy Demokratycznej                          | 15,90% | 3      | 10,46%    | 2         | 17,64%  | 4       | 21,28%  | 6       | 17,90% | 4      | 14,74%         | 3              | 18,68%       | 3            | 12,04%    | 3         | 19,85%      | 5           |
| Pozostałe                                             | 17,14% | 3      | 31,72%    | 5         | 1,93%   | –       | 6,63%   | –       | 22,70% | 5      | 10,02%         | –              | 15,47%       | 3            | 60,36%    | 12        | 6,58%       | –           |
| Suma                                                  | 100,0% | 25     | 100,0%    | 23        | 100,0%  | 25      | 100,0%  | 28      | 100,0% | 23     | 100,0%         | 25             | 100,0%       | 23           | 100,0%    | 21        | 100,0%      | 25          |

| Wyniki głosowania w wyborach do rad dzielnic Warszawy |          |          |        |       |         |         |        |       |        |        |         |         |        |      |        |        |          |          |
| Rada dzielnicy:                                       | Targówek | Targówek | Ursus  | Ursus | Ursynów | Ursynów | Wawer  | Wawer | Wesoła | Wesoła | Wilanów | Wilanów | Wola   | Wola | Włochy | Włochy | Żoliborz | Żoliborz |
| Ugrupowanie                                           | %        | l.m.     | %      | l.m.  | %       | l.m.    | %      | l.m.  | %      | l.m.   | %       | l.m.    | %      | l.m. | %      | l.m.   | %        | l.m.     |
| Platforma Obywatelska                                 | 34,71%   | 11       | 29,72% | 7     | 35,99%  | 11      | 39,83% | 12    | 34,09% | 6      | 41,60%  | 7       | 47,80% | 14   | 28,69% | 6      | 38,57%   | 9        |
| Prawo i Sprawiedliwość                                | 27,83%   | 9        | 23,78% | 5     | 14,94%  | 4       | 26,40% | 6     | 20,40% | 3      | 17,42%  | 3       | 30,88% | 6    | 28,16% | 6      | 28,04%   | 8        |
| Sojusz Lewicy Demokratycznej                          | 11,83%   | 1        | 7,72%  | –     | 8,27%   | –       | 4,94%  | –     | 5,39%  | –      | 8,37%   | –       | 19,91% | 5    | 10,45% | 1      | 10,21%   | –        |
| Pozostałe                                             | 25,63%   | 4        | 38,78% | 9     | 40,80%  | 10      | 28,83% | 5     | 40,12% | 6      | 32,61%  | 5       | 1,41%  | –    | 32,70% | 8      | 23,18%   | 4        |
| Suma                                                  | 100,0%   | 25       | 100,0% | 21    | 100,0%  | 25      | 100,0% | 23    | 100,0% | 15     | 100,0%  | 15      | 100,0% | 25   | 100,0% | 21     | 100,0%   | 21       |

### Statystyka głosów nieważnych

% głosów nieważnych w wyborach do sejmików województw w 2002, 2006, 2010 i 2014 roku

W porównaniu z poprzednimi wyborami samorządowymi w wyborach w 2010 spadła liczba głosów nieważnych. Jednocześnie, podobnie jak w poprzednich wyborach, zauważalny jest wzrost odsetka liczby głosów nieważnych wraz ze wzrostem szczebla jednostki samorządu terytorialnego. Najniższy odsetek wystąpił w wyborach wójtów, burmistrzów i prezydentów oraz wyborach do rad gmin. Znacznie wyższy był odsetek głosów nieważnych w wyborach do rad powiatów, zaś najwyższy – w wyborach do sejmików województw (12,06%; w 2006 – 12,7%, a w 2002 – 14,43%). Stosunkowo wysoka liczba głosów nieważnych w wyborach do rad powiatów i sejmików województw tłumaczona jest z jednej strony świadomym działaniem niektórych wyborców (manifestacja niezadowolenia ze wszystkich kandydatów), a z drugiej strony skomplikowaniem wyborów samorządowych (duża liczba kart wyborczych).
W wyborach do sejmików w województwie mazowieckim wystąpił znaczący nadmiar głosów nieważnych z podwójnymi skreśleniami, w porównaniu z innymi województwami. Przyczyną tego był najprawdopodobniej fakt, iż tylko w województwie mazowieckim karta do głosowania w wyborach do sejmiku była przygotowana w formie broszury, a nie pojedynczej kartki jak w innych województwach, co prawdopodobnie zmyliło niektórych wyborców.
|                                          | Głosy nieważne |        |                                   |                                   |                          |                          |                   |                   |
|                                          | Ogółem         | Ogółem | w tym z powodu:                   | w tym z powodu:                   | w tym z powodu:          | w tym z powodu:          | w tym z powodu:   | w tym z powodu:   |
|                                          |                |        | postawienia zbyt wielu znaków „x” | postawienia zbyt wielu znaków „x” | niepostawienia znaku „x” | niepostawienia znaku „x” | z innych przyczyn | z innych przyczyn |
| Rodzaj wyborów                           | 2006           | 2010   | 2006                              | 2010                              | 2006                     | 2010                     | 2006              | 2010              |
| Wybory wójtów, burmistrzów i prezydentów | 1,91%          | 1,66%  | 24,80%                            | 28,05%                            | 71,04%                   | 65,23%                   | 4,16%             | 6,72%             |
| Wybory do rad gmin                       | 3,80%          | 3,66%  | 39,84%                            | 44,11%                            | 57,93%                   | 52,85%                   | 2,23%             | 3,04%             |
| Wybory do rad dzielnic m.st. Warszawy    | 4,16%          | 3,40%  | 26,47%                            | 31,94%                            | 72,38%                   | 66,27%                   | 1,15%             | 1,79%             |
| Wybory do rad powiatów                   | 8,30%          | 8,18%  | 47,97%                            | 54,88%                            | 50,72%                   | 43,44%                   | 1,31%             | 1,68%             |
| Wybory do sejmików województw            | 12,70%         | 12,06% | 22,47%                            | 26,74%                            | 76,58%                   | 71,92%                   | 0,95%             | 1,34%             |